# Woringen
Woringen är en kommun och ort i Landkreis Unterallgäu i Regierungsbezirk Schwaben i förbundslandet Bayern i Tyskland.
Kommunen ingår i kommunalförbundet Bad Grönenbach tillsammans med köpingen Bad Grönenbach och kommunen Wolfertschwenden.